# Sarcinodes perakaria
Sarcinodes perakaria är en fjärilsart som beskrevs av Swinhoe 1899. Sarcinodes perakaria ingår i släktet Sarcinodes och familjen mätare. Inga underarter finns listade.